# Johann Gerhard König
Johann Gerhard König (født 29. november 1728 i in Ungerhof nær Kreutzburg i Livland, død 26. juni 1785 i Jagrenatporum) var en dansk læge og botaniker. Autornavnet J.Koenig kan bruges for Johann Gerhard König sammen med et videnskabeligt artsnavn inden for botanikken. (Wikipedia-artikler der bruger autornavnet)
Som ung var König først i apotekerlære og studerede siden medicin. Hans interesse for botanik blev i høj grad fremmet, da han i Sverige blev elev af Linné; i Danmark støttedes han særlig af Rottbøll. 1764—1765 berejste han Island, hvoraf senere resulterede en Flora Islandica. Efter at have taget medicinsk embedseksamen 1767 kom han samme år til Trankebar, hvor han virkede som læge ved den danske mission. I Indien foretog König meget ivrig botaniske undersøgelser, der er blevne af stor betydning for kundskabet til Indiens planteverden og meget anerkendte af engelske forskere på samme område. Til Königs ære har Linné opkaldt slægten Koenigia efter ham.